# Burgstall Ödes Schloss (Engelthal)
Der vermutlich hochmittelalterliche Burgstall Ödes Schloss ist der Rest einer abgegangenen Burg, die sich einst auf einer Spornterrasse des Nonnenberges über dem Weiler Peuerling erhob.
Der Burgstall befindet sich in der Gemeinde Engelthal im mittelfränkischen Landkreis Nürnberger Land in Bayern, Deutschland. Die Burg ist heute fast vollkommen abgegangen, nur sehr wenige Spuren, wie die zwei Burggräben und Grundmauerreste zeugen noch von ihr.

## Geographische Lage
Die ehemalige Burg befindet sich im zentralen Bereich der Fränkischen Alb auf einem nach Nordosten vorspringenden Bergsporn des Nonnenberges. Dieser Bergsporn wird auch als Geierstein bezeichnet. Der Burgstall liegt etwa 100 Höhenmeter über dem Ort Peuerling auf 519 m ü. NN Höhe, etwa 1600 Meter westsüdwestlich der Pfarrkirche Sankt Johannis der Täufer in Engelthal, oder etwa 21 Kilometer östlich von Nürnberg.

## Geschichte der Burg
Über die Geschichte der abgegangenen Burg auf dem Nonnenberg ist heute nichts bekannt. Zwar wird sie urkundlich 1642 erwähnt, dennoch sind weder Gestehungszeit, ihr Erbauer noch der frühere Name der Burg zu erfahren. Da es sich beim Öden Schloss aber um eine relativ große und aufwendig, teilweise mit Buckelquader erbaute Burg handelte, ist dies umso erstaunlicher. Ähnliches gilt für die nicht allzu weit entfernte ehemalige Burg auf dem Kleinen Hansgörgel bei Hersbruck oder für die Burg auf dem Hienberg bei Simmelsdorf.
Als der 1312 schon wüst gelegte Weiler Nonnenberg mit Gütern in Gersberg und Peuerling im späten 13. Jahrhundert an das in unmittelbarer Nähe gelegene Kloster Engelthal kam, wurde die Anlage schon nicht mehr erwähnt. Der Burg war offensichtlich keine lange Lebensdauer beschieden gewesen.
Die von Schwemmer angeführte Vermutung eines Besitzes der Burg durch die Herren von Prosberg ist abzulehnen.
Heute ist die Stelle der ehemaligen Burg völlig mit Wald bewachsen, erhalten haben sich nur zwei Gräben und Grundmauerreste von einem turmförmigen Gebäude.
Ein Wanderweg von Peuerling führt heute am frei zugänglichen Burgstall vorbei.
Das vom Bayerischen Landesamt für Denkmalpflege als „Burgstall des Hochmittelalters“ erfasste Bodendenkmal trägt die Denkmalnummer D-5-6534-0010.

## Beschreibung des Burgstalls
Die Stelle der abgegangenen Höhenburg liegt auf einem Sporn, der aus dem Nordhang des Nonnenberges hervorspringt. An der Nordwest-, Ost- und Südostseite fällt der Sporn sehr steil und tief ab, so dass die Anlage auf drei Seiten hervorragend vor einem Angriff geschützt war. An der Vierten, der Südwestseite steigt dagegen der Nonnenberg bis zu seinem höchsten Punkt in 579,2 m ü. NN Höhe weiter an, so dass hier zum Schutz ein breiter und tiefer Graben angelegt werden musste.
Die Fläche dieser großen ehemaligen Spornburg ist von dreieckiger Form mit einer Länge von etwa 75 Meter und einer größten Breite von rund 50 Meter und teilt sich in eine größere Vorburg und eine relativ kleine Hauptburg.
Die Vorburg lag an der dem Feind zugekehrten Angriffsseite und wurde durch einen leicht gebogenen, etwa 70 Meter langen Halsgraben vom weiter ansteigenden Berg abgetrennt. Dieser Graben ist heute noch etwa acht Meter tief und am Kamm 18 bis 20 Meter, an der Sohle noch etwa zehn Meter breit. Er wurde aus dem hier anstehenden Dogger-Sandstein gehauen, wie noch an mehreren Stellen an senkrecht abgearbeiteten Flächen zu sehen ist. An beiden Enden des Grabens sind Abraumhügel gebildet worden, der südöstliche ist kaum noch wahrnehmbar, derjenige am Nordwestende dagegen ist sehr groß und bildet eine kleine Terrasse, die die Sohle des Grabens noch um etwa zehn Meter verlängert.
Die Vorburg hat eine etwa rechteckige Form, an der Ostseite sowie an der Seite zum äußeren Graben sind noch verflachte Wallreste erhalten, die vermutlich auf die abgegangene Ringmauer zurückgehen. Bemerkenswert sind die Grundmauern eines größeren, vermutlich turmförmigen Gebäudes.
Dieser Turm stand in der Vorburg etwa in der Mitte der Angriffsseite nur wenige Meter hinter der Ringmauer und dem äußeren Graben, so dass von ihm aus der Graben, die Vorburg und der Zugang zur Hauptburg geschützt werden konnte. Der Turm hatte einen quadratischen Grundriss und Maß etwa zehn mal zehn Meter. Im Inneren ist heute ein 1,50 Meter tiefer Trichter zu sehen. Das Mauerwerk des Turmes bestand aus sorgfältig zugehauenen Sandstein-Quadern, von ihnen sind noch mehrere vor Ort erhalten geblieben. Das Füllmauerwerk bestand dagegen aus hier ortsfremdem Kalk-Bruchstein, das vermutlich vom Gipfelbereich des Nonnenberges stammt. Ob es sich bei dem Turm um einen Wohnturm oder um einen Bergfried handelte, ist nicht bekannt. Weitere Bebauungsspuren sind in der Vorburg nicht mehr vorhanden.
Ein zweiter Graben trennt die Hauptburg an der Spitze des Bergsporns von der Vorburg ab. Dieser Graben zieht sich Sichelförmig um die Hauptburg und ist heute noch etwa 2,50 bis drei Meter Tief und 6,50 bis acht Meter Breit. Am Nordende des Grabens ist ein kleiner Abraumhügel zum steil abfallenden Nordhang noch zu sehen.
Der Bereich der Hauptburg ist von ovaler Form und hat einen größten Durchmesser von etwa 20 Meter. In ihr stand wohl nur ein größeres Gebäude, wie eine Vertiefung anzeigt. Diese Grube ist noch etwa zwei Meter tief und wenige Meter im Durchmesser, sie entstand wohl durch Steinraub als die Fundamente des Gebäudes abgetragen wurden (Großes Bild). Bei diesem Gebäude handelte es sich um einen weiteren rechteckigen Turm mit geringen Außenmaßen.
Südwestlich der Grube befindet sich eine flache Mulde, eventuell die Stelle einer Zisterne.
Nordöstlich an die Hauptburg schloss sich ein 2 Meter tiefer liegender Absatz an, der wohl als Berme diente. Anschließend fällt der Sporn steil ab.
Der Burgweg querte den äußeren Graben kurz von seinem südöstlichen Ende, verlief dann diagonal durch die Vorburg, die an ihrem nördlichen Eck etwas nach Norden vorspringt, überquerte hier den zweiten Graben und endete dann in einem vermutlichen Hof der Hauptburg.